# Gregorio Fraile
Gregorio Fraile Ramos (Cuéllar, 10 de noviembre de 1906 - Cuéllar, 30 de octubre de 1996) fue un científico y ensayista español.
Cursó sus estudios en la Universidad de Madrid, donde se doctoró en farmacia. Fue profesor de microbiología en la Universidad Complutense de Madrid, investigador del Consejo Superior de Investigaciones Científicas; trabajó en el Instituto Pasteur de París y en el Laboratorium voor Microbiologie del Landbouwhogueshcol de Wageningen (Países Bajos).
Publicó varios trabajos de investigación en la revista Microbiología española (1955), en los Anales de Bromatología (1958), y ofreció conferencias en Oporto (1952), París (1956) y en la Universidad de Salamanca (1956). En marzo de 1958 obtuvo el Premio Francisco Franco de Ciencia...
Falleció en su ciudad natal, Cuéllar, el 30 de octubre de 1996, a los 89 años.